# 90식 함대함 미사일
90식 함대함 미사일은 일본에서 개발, 제작된 일본 해상자위대의 함대함 미사일로서, 기존에 장비했던 AGM/RGM/UGM-84 하푼미사일을 대체하고 있다.

## 같이 보기
- 93식 공대함 미사일